# شيموس كيني
شيموس كيني (بالإنجليزية: Seamus Kenny)‏ هو لاعب كرة القدم الغالية أيرلندي، ولد في 4 يناير 1980 في نافان في جمهورية أيرلندا.